# Trogloxeen

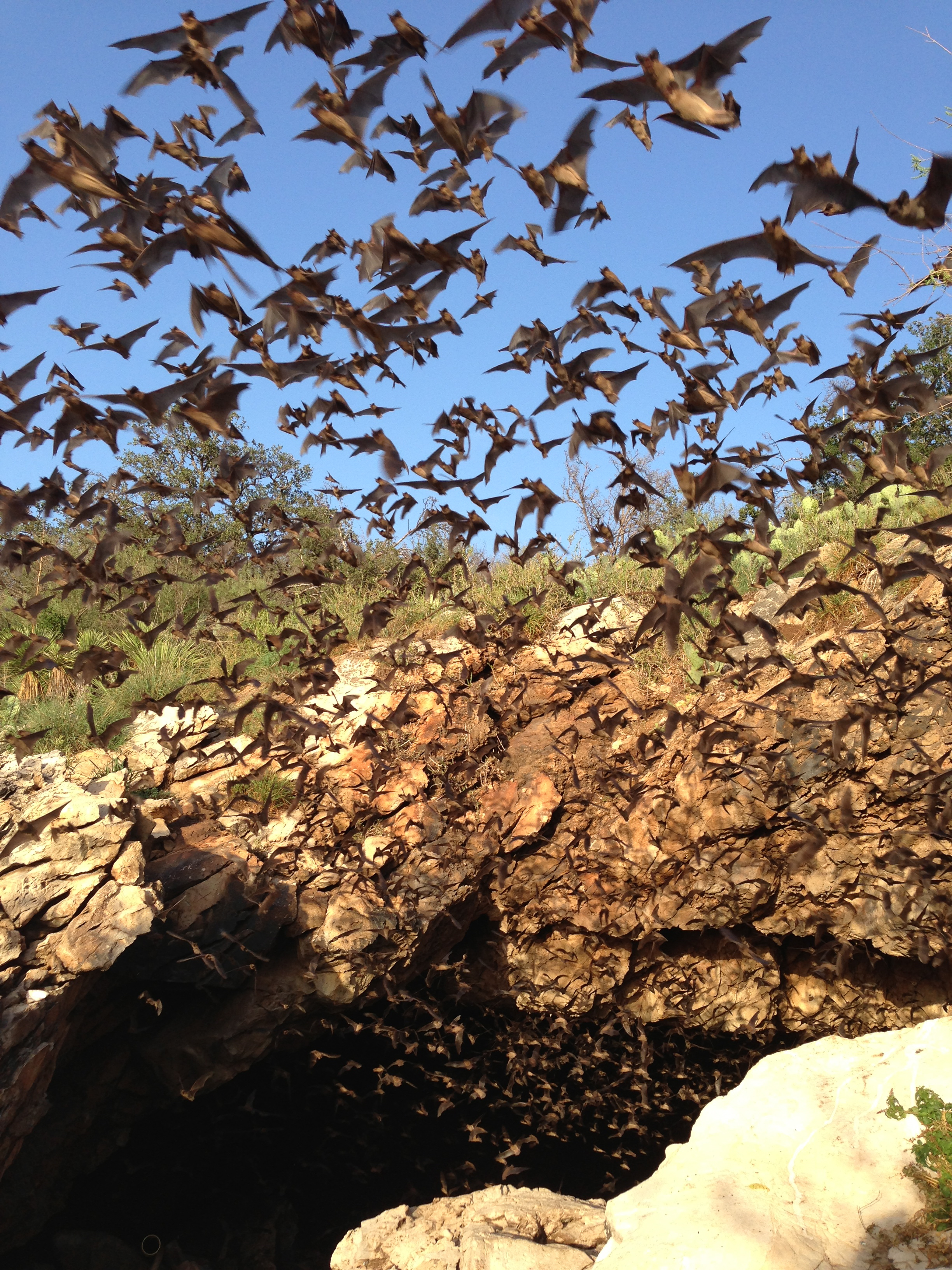
Vleermuizen verlaten hun grot in Texas om in de omgeving te jagen.

Een trogloxeen is een dier dat een deel van zijn leven in grotten doorbrengt. Trogloxene dieren behoren tot de troglofielen, oftewel grotten minnende dieren. Een andere groep troglofielen zijn troglobieten, dieren die in tegenstelling tot trogloxenen hun hele leven in grotten doorbrengen.

## Kenmerken
Trogloxenen zijn ook afhankelijk van de omgeving buiten hun grot, bijvoorbeeld voor het vinden van voedsel of voor de voortplanting. Vleermuizen, holezwaluwen en salanganen gebruiken grotten dagelijks als roestplaats, maar verlaten ze om in de omgeving te foerageren. Andere dieren gebruiken grotten voor hun winterslaap, zoals beren, of voor het zoeken naar voedsel, zoals wasberen en ratten.